# 야말반도

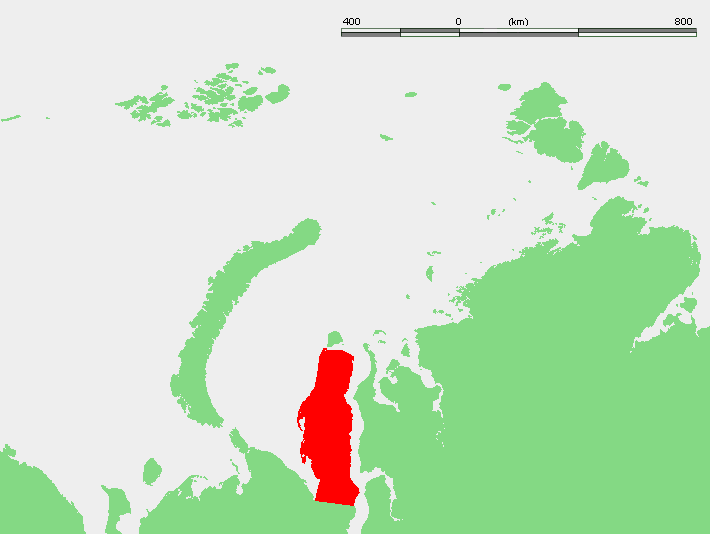
야말반도

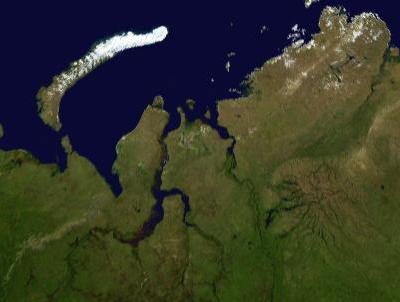
야말반도의 위성 사진

야말반도(러시아어: полуо́стров Яма́л)는 시베리아의 반도이다. 러시아 야말로네네츠 자치구에 속한다. 길이 약 700km이며, 카라해를 향해 뻗어 있다. 서쪽은 바이다라츠카야만, 동쪽은 오비만과 접한다. 대부분이 영구동토 지대이다. 네네츠어로 '세상의 끝'이란 뜻이다.

## 같이 보기
- 기단반도